# Charlie Musselwhite
Charles Douglas Musselwhite (Kosciusko, 31 januari 1944) is een Amerikaanse bluesmuzikant (mondharmonica, gitaar) en was een van de blanke bluesmannen die begin jaren 1960 bekendheid kreeg, samen met Michael Bloomfield en Paul Butterfield. Hij wordt vaak geïdentificeerd als een 'witte bluesman'. Musselwhite was naar verluidt de inspiratie voor Elwood Blues, het personage gespeeld door Dan Aykroyd in de film The Blues Brothers uit 1980.

## Biografie
Musselwhite werd geboren in Kosciusko, Mississippi uit blanke ouders. In een interview uit 2005 zei hij dat zijn moeder hem had verteld dat hij van verre Cherokee-afkomst was. Zijn familie vond het natuurlijk om muziek te spelen. Zijn vader speelde gitaar en mondharmonica, zijn moeder speelde piano en een familielid was een eenmansband. Op 3-leeftijd verhuisde Musselwhite naar Memphis (Tennessee). Toen hij een tiener was, beleefde Memphis de periode waarin rockabilly, western swing en elektrische blues samenkwamen om rock-'n-roll voort te brengen. In die periode speelden Elvis Presley, Jerry Lee Lewis, Johnny Cash en minder bekende muzikanten zoals Gus Cannon, Furry Lewis, Will Shade en Johnny Burnette. Musselwhite onderhield zichzelf door greppels te graven, beton te leggen en het illegaal handelen in moonshine vanuit een Lincoln-auto uit 1950. Deze omgeving was een school voor zowel muziek als leven voor Musselwhite, die uiteindelijk de bijnaam Memphis Charlie kreeg.
Op ware bluesman-aard vertrok Musselwhite vervolgens op zoek naar de geruchten van goedbetalende fabrieksbanen langs de Hillbilly Highway, Highway 51 naar Chicago, waar hij zijn opleiding aan de South Side voortzette en kennis maakte met nog meer bluesmuzikanten, waaronder Lew Soloff, Muddy Waters, Junior Wells, Sonny Boy Williamson II, Buddy Guy, Howlin' Wolf, Little Walter en Big Walter Horton. Musselwhite verdiepte zich volledig in het muzikale leven, woonde in de kelder van en werkte af en toe bij Jazz Record Mart (de platenwinkel beheerd door oprichter van Delmark Records Bob Koester) met Big Joe Williams en werkte als chauffeur voor een verdelger, waardoor hij kon observeren wat er gebeurde in de clubs en bars van de stad. Hij bracht zijn tijd door met rondhangen in de Jazz Record Mart, op de hoek van State en Grand, en de nabijgelegen bar Mr. Joe's, met de bluesmuzikanten van de stad en zat bij Williams en anderen in de clubs en speelde voor fooien. Daar sloot hij een levenslange vriendschap met John Lee Hooker. Hoewel Hooker in Detroit (Michigan) woonde, bezochten de twee elkaar vaak en Hooker diende als getuige bij het derde huwelijk van Musselwhite met Henrietta Musselwhite. Geleidelijk aan werd Musselwhite bekend in de stad.
Na verloop van tijd leidde Musselwhite zijn eigen bluesband en na het succes van Elektra Records met Paul Butterfield bracht hij het legendarische album Stand Back! Here Comes Charley Musselwhite's Southside Band uit in 1966 bij Vanguard Records. Hij profiteerde van de invloed die dit album hem opleverde om naar San Francisco te verhuizen, waar hij, in plaats van een van de vele concurrerende bluesacts, de koning van de blues werd in het exploderende contraculturele muziekcircuit, een exotische en stoere figuur van de bloemenkinderen. Musselwhite overtuigde Hooker er zelfs van om naar Californië te verhuizen. Sindsdien heeft Musselwhite meer dan 20 albums uitgebracht en was hij te gast op albums van vele andere muzikanten, zoals Longing in Their Hearts van Bonnie Raitt en Spirit of the Century van The Blind Boys of Alabama, beide winnaars van Grammy Awards. Hij speelde ook op Mule Variations van Tom Waits en Suicide Blonde van INXS. Hij won 14 Blues Music Awards, werd genomineerd voor zes Grammy Awards, kreeg Lifetime Achievement Awards van het Monterey Blues Festival en het San Javier Jazz Festival in San Javier (Murcia) en ontving de Mississippi Governor's Award for Excellence in the Arts.
In 1979 nam Musselwhite The Harmonica According to Charlie Musselwhite op in Londen voor Kicking Mule Records, bedoeld om een instructieboek te begeleiden. Het album werd zo populair dat het op cd werd uitgebracht. In juni 2008 bracht Blind Pig Records het album opnieuw uit op 180 gram vinyl met nieuwe albumhoezen.
In 1990 tekende Musselwhite bij Alligator Records, een stap die leidde tot een heropleving van zijn carrière. In 1998 verscheen Musselwhite in de film Blues Brothers 2000. Hij speelde mondharmonica in de Louisiana Gator Boys, waarin veel andere blues- en r&b-muzikanten speelden, zoals B.B. King, Bo Diddley, Eric Clapton, Koko Taylor, Jimmie Vaughan, Dr. John en Jack DeJohnette. In de loop der jaren is Musselwhite in stijl vertakt. Zijn opname Continental Drifter uit 1999 werd begeleid door Cuarteto Patria uit de regio Santiago de Cuba, de Cubaanse tegenhanger van de Mississippi Delta. Vanwege politieke verschillen tussen Cuba en de Verenigde Staten werd het album opgenomen in Bergen (Noorwegen), waarbij de vrouw van Musselwhite de details verzorgde. Musselwhite gelooft dat de sleutel tot zijn muzikale succes het vinden van een stijl was waarin hij zich kon uiten. Hij zei: Ik ken maar één deuntje en ik speel het sneller of langzamer, of ik verander de toonsoort, maar het is het enige deuntje dat ik ooit in mijn leven heb gespeeld. Meer weet ik niet.
Zijn laatste twee albums Sanctuary en Delta Hardware werden uitgebracht door Real World Records. Musselwhite speelde op het album Mule Variations van Tom Waits  uit 1999. Hij is te horen aan het begin van het nummer Chocolate Jesus. In 2002 was hij te horen op het Bo Diddley tribute-album Hey Bo Diddley: A Tribute! met het nummer Hey Bo Diddley. Musselwhite verloor in december 2005 zijn beide bejaarde ouders bij afzonderlijke incidenten. Zijn moeder Ruth Maxine Musselwhite werd vermoord. Musselwhite trad toe tot de jury van de 10e jaarlijkse Independent Music Awards om de carrière van onafhankelijke muzikanten te ondersteunen. Hij was ook jurylid voor de 7e en 9e Independent Music Awards. Musselwhite werd in 2010 ingewijd in de Blues Hall of Fame. In datzelfde jaar verscheen hij samen met Hubert Sumlin op de opname Midnight Memphis Sun van JW Jones. Ook in 2010 bracht hij het album The Well uit. In het titelnummer dankt hij Jessica McClure's beproeving als kind dat in 1987 meer dan 58 uur vastzat in een put, omdat ze hem inspireerde om te stoppen met drinken.
Voor de eerste helft van 2011 toerde Musselwhite met de akoestisch-elektric bluesband Hot Tuna. In de tweede helft van 2011 ging hij op tournee met Cyndi Lauper, die harmonica speelde op haar hitalbum Memphis Blues. Tijdens deze tournee verscheen hij met Lauper in Jools Holland's televisieprogramma Hootenanny op oudejaarsavond 2011, met een aangepast arrangement van Laupers kenmerkende nummer Girls Just Wanna Have Fun. In 2012 bracht Musselewhite het live-album Juke Joint Chapel uit, dat genomineerd werd voor een Grammy Award voor «Best Traditional Blues Album». Musselwhite werkte ook samen met Ben Harper om het album Get Up! op te nemen, dat in januari 2013 werd uitgebracht. In januari 2014 won het een Grammy Award voor «Best Blues Album». In 2014 en 2015 won hij een Blues Music Award in de categorie «Best Instrumentalist - Harmonicist». Tijdens de 40e Blues Music Awards-ceremonie in 2019 werd Musselwhites gezamenlijke compositie No Mercy In This Land met Ben Harper, uitgeroepen tot «Song of the Year».

## Discografie
- 1967: Stand Back! Here Comes Charley Musselwhite's Southside Band (Vanguard)
- 1968: Stone Blues (Vanguard)
- 1968: Louisiana Fog (Cherry Red Records/Kent Music)
- 1969: Tennessee Woman (Vanguard)
- 1970: Memphis, Tennessee  (Paramount-ABC/MCA)
- 1971: Takin' My Time (Arhoolie)
- 1974: Goin' Back Down South (Arhoolie)
- 1975: Leave The Blues To Us (Capitol)
- 1977: The Cream met John Lee Hooker (Tomato)
- 1978: Times Gettin' Tougher Than Tough (Crystal Clear)
- 1979: The Harmonica According To Charlie Musselwhite (Kicking Mule; later uitgebracht bij Blind Pig)
- 1982: Curtain Call: Charlie Musselwhite & The Dynatones 'Live' (War Bride-Solid Smoke; later uitgebracht bij Westside)
- 1984: Where Have All the Good Times Gone? (Blue Rock'it)
- 1986: Mellow-Dee (CrossCut)
- 1988: Cambridge Blues (Blue Horizon)
- 1989: Memphis Charlie (Arhoolie) - compilation
- 1990: Ace Of Harps (Alligator)
- 1991: Signature (Alligator)
- 1993: In My Time (Alligator)
- 1994: The Blues Never Die (Vanguard) - compilation
- 1997: Rough News (Point Black-Virgin/EMI)
- 1999: Continental Drifter (Point Blank-Virgin/EMI)
- 1999: Super Harps (met James Cotton, Billy Branch, Sugar Ray Norcia) (Telarc)
- 1999: Harpin' On A Riff: The Best Of Charlie Musselwhite (Music Collection International) - compilation
- 2000: Best Of The Vanguard Years (Vanguard) - compilation
- 2000: Up And Down the Highway: Live 1986 (Indigo; heruitgave van Cambridge Blues)
- 2002: One Night in America (Telarc)
- 2003: Darkest Hour: The Solo Recordings Of Charlie Musselwhite (Henrietta Records)
- 2004: Sanctuary (Real World-Narada/EMI)
- 2005: Deluxe Edition (Alligator) - compilation
- 2006: Delta Hardware (Real World-Narada/EMI)
- 2007: Black Snake Moan (Music From The Motion Picture) (New West)
- 2008: Rough Dried: Live At The Triple Door (Henrietta)
- 2010: The Well (Alligator)
- 2012: Juke Joint Chapel live (Henrietta)
- 2013: Get Up! (met Ben Harper) (Stax-Concord/UMe)
- 2015: I Ain't Lyin'... live (Henrietta)
- 2018: No Mercy In This Land (met Ben Harper) (ANTI/Epitaph)

- Bibsys: 1010273
- Bibliothèque nationale de France: cb13940915g (data)
- Gemeinsame Normdatei: 134469755
- International Standard Name Identifier: 0000 0000 5515 2352
- Library of Congress Control Number: n88605037
- MusicBrainz: 034c320b-0f58-4eca-8eb2-66cafac06b3b
- Nationale Bibliotheek van Tsjechië: xx0194721
- Nederlandse Thesaurus van Auteursnamen: 099985209
- Système universitaire de documentation: 083488871
- Virtual International Authority File: 201056
- WorldCat: E39PBJdh3dhvF6jTbhQJjgtxjC